# Геде (вулкан)
Геде́ (индон. Gunung Gede, яв. Gunung Gedhé сунд. ᮌᮥᮔᮥᮀ ᮌᮨᮓᮦ Gunung Gedé, буквально — «Большая гора»; нидерл. Blauweberg) — активный вулкан на Яве, Индонезия. Является стратовулканом. Образует с потухшим вулканом Пангранго двойной вулкан, который вытянут с севера на восток.
Вулкан расположен в провинции Западная Ява в густонаселённом районе, в 28 км к юго-востоку от города Богор. В близлежащих долинах располагаются города: Чианджур, Сукабуми. Вулканические извержения фиксировались с XVI века. Практически они все имели взрывной характер и были непродолжительными. Окружающая местность покрыта застывшими андезитовыми лавовым потоками. Окрестности Геде включены в национальный парк Геде Пангранго (англ.  Gunung Gede Pangrango National Park), в котором расположена уникальная флора и фауна. Источники застывших толеитовых лав расположены на глубине 120—125 км в так называемой зоне Зона Вадати-Бениофа.
В комплексе расположено 7 кратеров: Бару, Гумуруу (2927 м), Лананг (2800 м), Кавах Лютик, Рату (2800 м), Села (2709 м) и Вадун (2600 м). Наибольшая активность наблюдается в кратерах Лананг и Вадун.
Начиная с конца XVIII века вулкан извергался более 30 раз. Последний раз вулкан о себе дал знать 13 марта 1957 года, тогда последовало извержение лав, столб пепла поднялся на высоту 3 км. Также сообщалось о землетрясениях, произошедших в данном районе в 1991, 1997 годах на глубинах от 2 до 8 км магнитудой 3.
В 2000 году в честь вулкана был назван найденный здесь новый для науки вид муравьёв Lasiomyrma gedensis.